# Quanah Parker
Pour les articles homonymes, voir Parker.
Quanah Parker (né selon les sources vers 1845 ou en 1852 - mort le 23 février 1911) est l'un des plus éminents chefs des Comanches Quahadie ou Kwahadi. Il est le fils de Cynthia Ann Parker.

## Biographie

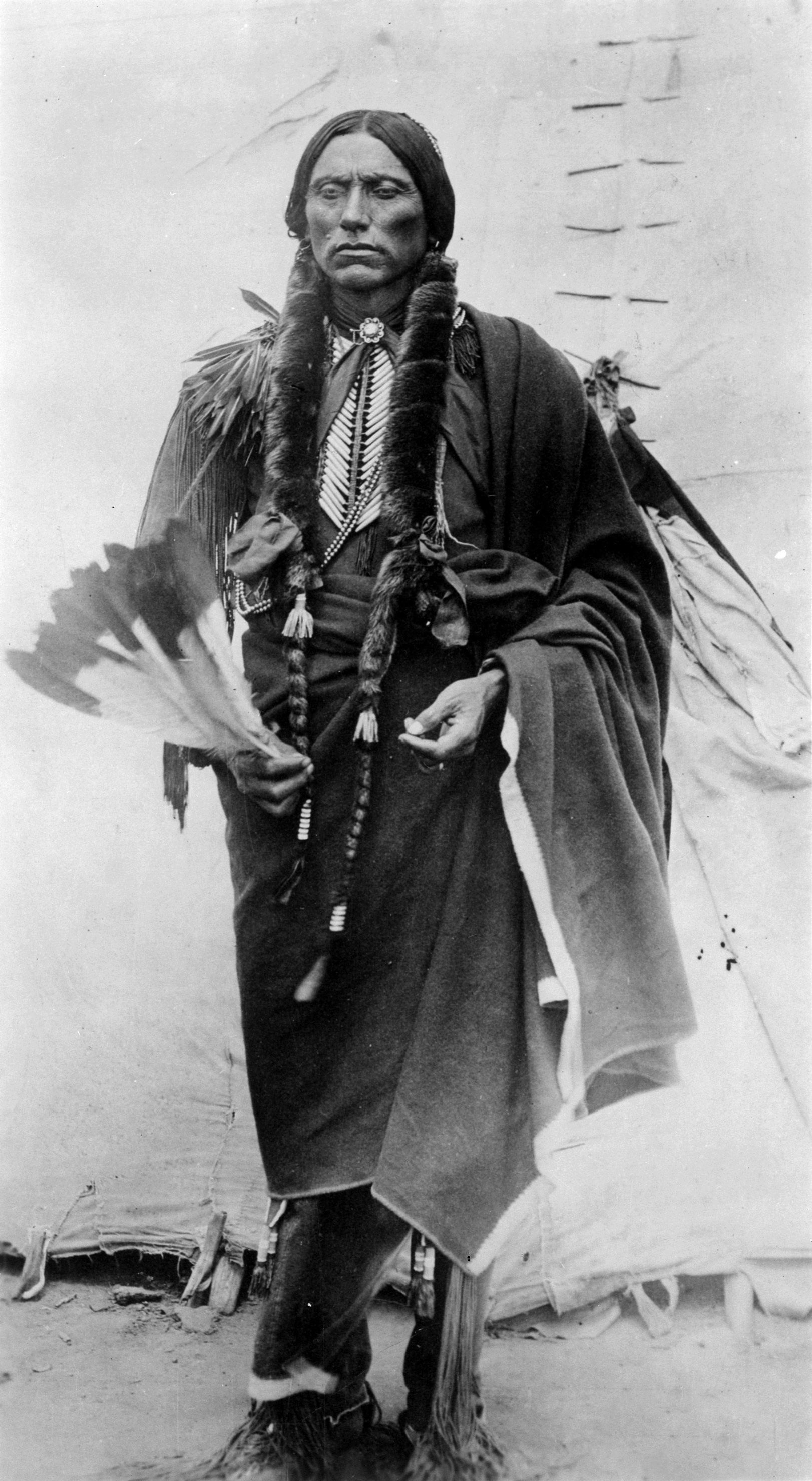
Quanah Parker.

Dans les années 1860 et 1870, l'extermination systématique des bisons (qui constituent la principale ressource des Comanches et jouent un rôle capital dans leur vie quotidienne comme dans celle de toutes les tribus des Grandes Plaines) provoque la colère des Amérindiens qui n'ont aucune pitié pour les chasseurs qui tombent entre leurs mains.
Quanah, à la tête d'environ 700 guerriers comanches et kiowas, attaque en 1874 un camp fortifié de chasseurs de bisons à Adobe Walls. La supériorité des armes des Blancs fait échouer l'attaque. Quanah et ses hommes se retirent après plusieurs assauts.
Quanah conduit alors ses guerriers et leurs familles dans les inaccessibles Staked Plains afin de les soustraire aux poursuites de l'armée. Par la suite, les vivres commençant à manquer, les Comanches se rendent. Quanah est déporté en Oklahoma.
Il meurt en 1911 dans la Quanah Parker Star House (en). En 1957, ses restes sont déplacés auprès de ceux de sa sœur et de sa mère à Fort Sill.

## Galerie

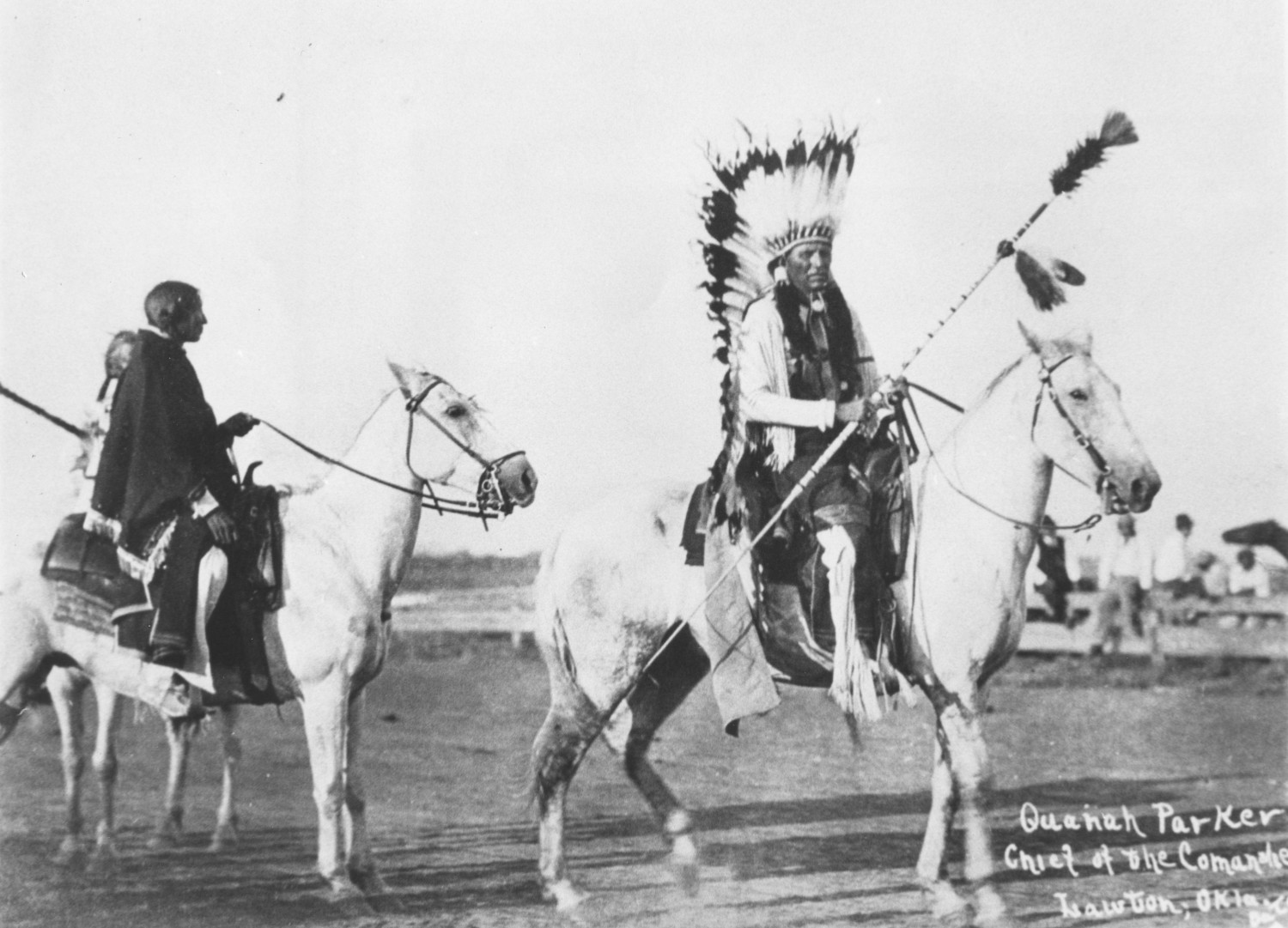
Quanah Parker à cheval
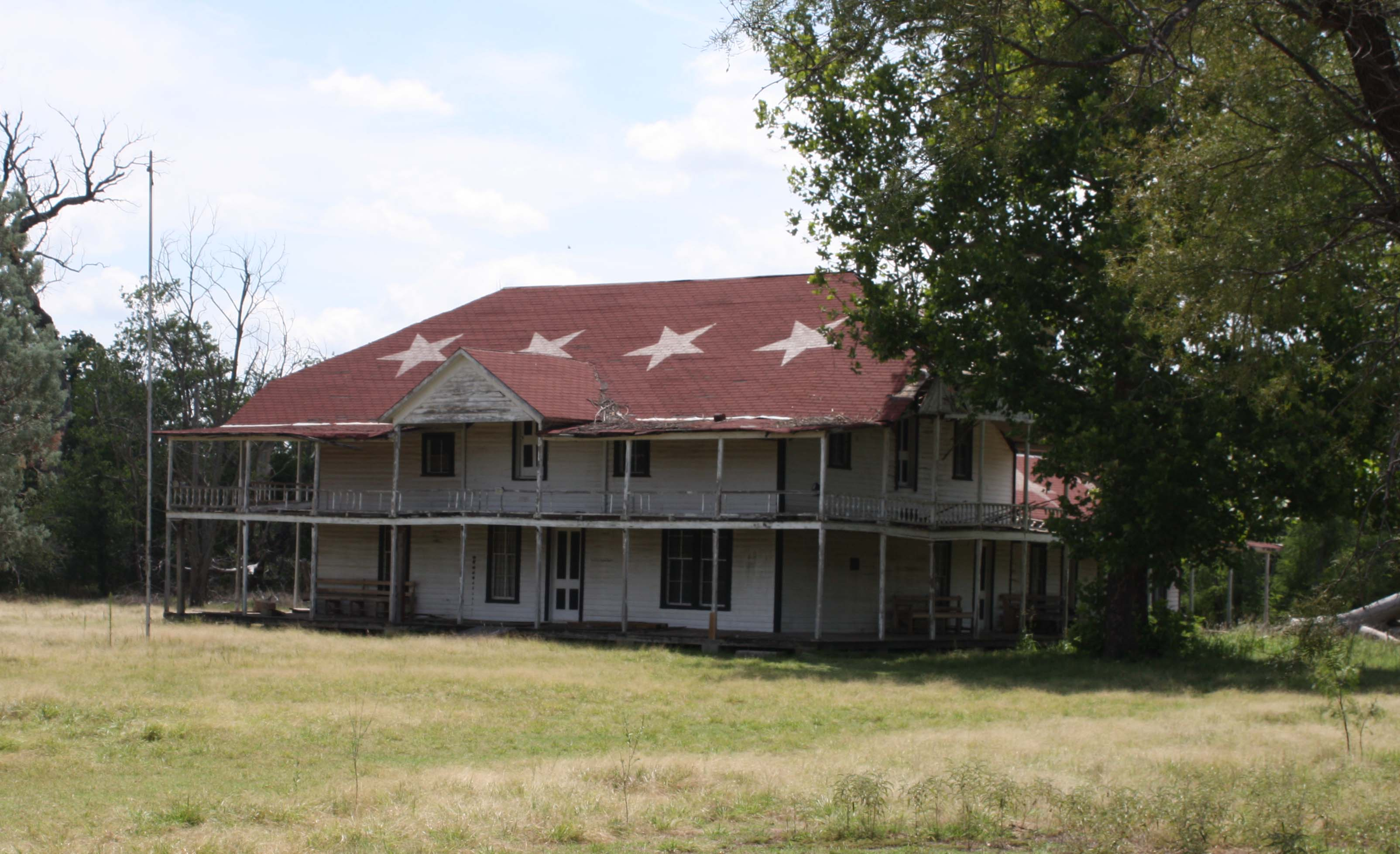
La Quanah Parker Star Home
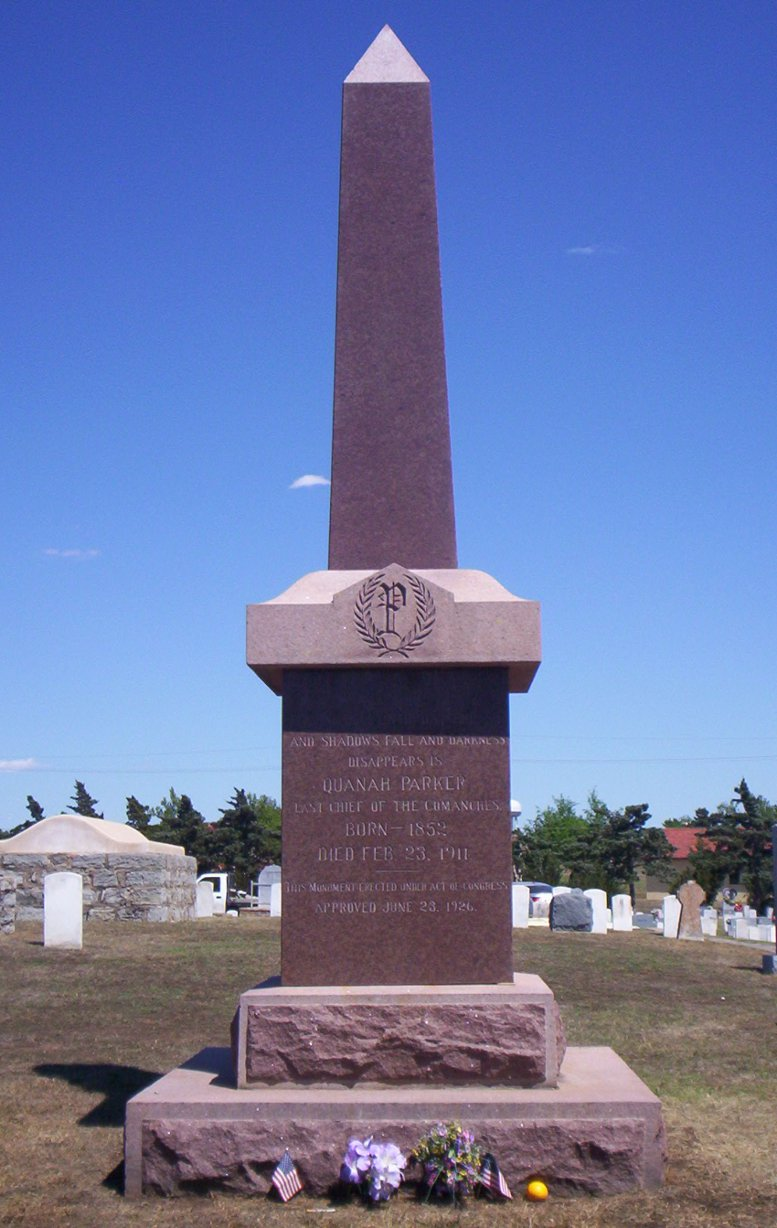
Monument funéraire

## Dans la culture populaire
Deux des enfants de Quanah Parker jouent un rôle d'indiens dans le film américain Daughter of Dawn sorti en 1920.
Le roman graphique de Jack Jackson Comanche Moon (2003) retrace l'histoire de Cynthia Ann Parker depuis son adoption par les Comanches jusqu'à la mort de Quanah Parker.
Il a aussi servi de modèle au personnage de Quanah, l'Aigle Solitaire, dans l'album éponyme de Blueberry. Charlier et Giraud en font cependant un Apache.
Le 6 avril 2019, l'astéroïde (260366) 2004 US3 est baptisé Quanah en son honneur.
Le roman Le dernier sur la plaine de Nathalie Bernard (Thierry Magnier, 2019) retrace l'histoire de Quanah Parker.
L'album Le Loup et la Guitare de Pierre Schott (2024) recèle un titre-hommage à Quanah Parker.